# Beijing BJ750
Der Beijing BJ750 (nach früherer deutscher Schreibweise auch: Peking BJ 750) ist eine viertürige Limousine des chinesischen Automobilherstellers Beijing Automobile Works, die von 1974 bis 1981 in sehr geringen Stückzahlen produziert wurde. Der Beijing BJ751 war eine davon abgeleitete Version, die zu Versuchszwecken mit einem Wankelmotor ausgestattet war. Eine Neuauflage mit größerem Motor wurde als Beijing BJ752 angekündigt, erreichte aber keine Serienfertigung.

## Entstehungsgeschichte
Der in Peking ansässige Betrieb Beijing Automobile Works (BAW) wurde 1953 mit sowjetischer Unterstützung gegründet. Er stellte zunächst Zubehörteile für chinesische Fahrzeuge her, vor allem Vergaser, Benzinpumpen, Scheinwerfer und kleinere Blechteile.
1958 begann BAW mit der Produktion eigener Personenkraftwagen. Das erste Modell war eine kleine Limousine mit einem 1,2 Liter großen Heckmotor, die dem VW Käfer nachempfunden war und bis 1960 unter der Modellbezeichnung Jinggangshan vertrieben wurde. Zur gleichen Zeit entstanden etwa 30 Exemplare der Oberklasselimousinen Dong Guang und Beijing CB4, die erfolglos gegen den Hongqi CA72 antraten. 1964 nahm BAW die Produktion des Geländewagens Beijing BJ212 auf, der in großen Stückzahlen gefertigt wurde und das Unternehmen im Laufe der Jahre international bekannt machte.
Für das mittlere Marktsegment produzierte BAW von 1960 bis 1969 die Limousine Dongfanghong BJ760, von der insgesamt 238 Exemplare entstanden. Nach fünfjähriger Pause stellte BAW 1974 den neu konstruierten BJ750 vor, der ähnliche Ausmaße hatte wie der dieses Segment dominierende Shanghai SH760. Anders als der SH760, der auf die 1950er-Jahre zurückging, hatte der BJ750 eine zeitgemäß gestaltete Karosserie. Er war allerdings genauso wenig erfolgreich wie die vorangegangenen Personenkraftwagen von BAW.

## Modellbeschreibung
Der BJ750 war eine viertürige Stufenhecklimousine mit waagerecht verlaufender Gürtellinie, glatten Flanken und trapezförmigem Aufbau. Die Form entsprach im Profil dem Mercedes-Benz „Strichacht“ und zeigte in der Detailgestaltung nach Einschätzung von Beobachtern japanische Einflüsse. Der Kühlergrill hatte vertikale verchromte Streben. Das Arrangement der vorderen Beleuchtung änderte sich im Laufe der Zeit. In den meisten Fällen war der BJ750 mit rechteckigen Breitbandscheinwerfern ausgestattet, einzelne Exemplare hatten auch Doppelscheinwerfer. Anfänglich waren die Blinker in den Stoßstangen eingelassen. Später wurden auch Fahrzeuge produziert, bei denen die Blinker in die Scheinwerfereinheit verlegt wurden. Abgesehen davon gab es kaum äußerlich wahrnehmbare Änderungen.
Als Antrieb diente ein Vierzylinder-Ottomotor, der einen Hubraum von 2445 cm³ und eine Leistung von 73 kW hatte. Der Motor wurde regelmäßig in dem Geländewagen BJ212 verwendet. Er ging auf eine sowjetische Konstruktion zurück. Es gab lediglich ein Dreigang-Schaltgetriebe. Einzelne Exemplare hatten zu Versuchszwecken einen 2,7 Liter großen V6-Motor unklarer Herkunft.
Die Höchstgeschwindigkeit wurde mit 140 km/h angegeben.

## Produktion
Zum Produktionsumfang gibt es unterschiedliche Angaben. Überwiegend wird davon ausgegangen, dass die Fertigung des BJ750 im Jahr 1974 begann und 1981 endete. Danach entstanden in sieben Jahren insgesamt 134 Exemplare des BJ750, die sich in einigen Gestaltungsdetails voneinander unterschieden. Eine Quelle spricht dagegen von einem lediglich zweijährigen Produktionszeitraum zwischen 1973 und 1975, in dem 93 Exemplare hergestellt worden sein sollen. Eine weitere Quelle nennt 90 Fahrzeuge des BJ750 für die Zeit von 1973 bis 1975.

## Technische Daten
Zum Beijing BJ750 liegen nur unvollständige technische Angaben vor.
| Beijing BJ750                        | Beijing BJ750                    |          |
| ------------------------------------ | -------------------------------- | -------- |
| Motor:                               | Vierzylinder-Ottomotor Reihe     |          |
| Hubraum:                             | 2445 cm³                         |          |
| max. Leistung:                       | 75 PS (55 kW) (100 PS)           |          |
| Gemischaufbereitung:                 | 1 Doppelvergaser                 |          |
| Ventile pro Zylinder:                | 2                                |          |
| Kühlung:                             | Wasserkühlung                    |          |
| Getriebe:                            | Dreiganggetriebe (Handschaltung) |          |
| Radaufhängung vorn:                  | Einzelradaufhängung              |          |
| Radaufhängung hinten:                | (keine Angaben)                  |          |
| Bremsen:                             | vorne und hinten Trommelbremsen  |          |
| Karosserie:                          | Stahl, selbsttragend             |          |
| Radstand:                            | 2790 mm                          |          |
| Abmessungen (Länge × Breite × Höhe): | 4802 × 1785 × 1430 mm            |          |
| Leergewicht:                         | 1550 kg                          |          |
| Höchstgeschwindigkeit:               | 140 km/h                         | 140 km/h |
| Verbrauch:                           | 15,5 Liter/100 km                |          |